# Тимало
Тимало (Джоса Тимало) (тиб. འབྲོ་ཟ་ཁྲི་མ་ལོད།, вайли: Khri ma lod/vBro Khri ma lod, кит. 犀玛勤 пиньин xīmǎqín, палладий: Симацинь/ 赤玛伦 пиньин: chìmǎlún, палладий: Чималунь) — супруга 35-го цэнпо Мансона Манцэна, видный политический деятель в период правления её сына Дуйсона Манпочже и внука Тидэ Цугтэна.

## Биография
Цэнмо (женский эквивалент «цэнпо») Тимало происходила из рода Джоса, выходцы из которого были сановниками при двенадцати князьях маленького княжества, принадлежащего тибетскому царству: им подчинялись тысяцкие в подведомственном районе Жула, они имели феодальные владения на территории современных уездов Тадум и Лхадзе. В «Книге Тан» Тимало называют «не принадлежащей к роду Лу» (没庐·赤玛类, пиньин: méi Lú Chìmǎlèi, палладий: мэй Лу Чималей). Имеется в виду китайская транскрипция имени тибетского министра Гара Тонгцэна (Юлзуна) — «Лу Дунцзань». Здесь необходимо сделать пояснение. Министр Юлзун — министр при трёх цэнпо; выдающийся дипломат, полководец, политик. Гар Тонгцэн был потомком министра Супи. После захвата территории Супи тибетским царством этот министр стал самым влиятельным чиновником Тибета. Род Гаров очень быстро стал вторым по влиянию родом после правящего рода Пугьял, и его влияние постоянно усиливалось. Сонгцэн Гампо передал Гарам права по управлению территорией Тибета, а также за ними было закреплено право на управление территориями Шанг Шунга и Супи, которые достались Сонгцэн Гампо в результате применения военной силы и заключения браков.
В предисловии к книге Келъян «Женщины Тибета» писатель Джамъянг Шераб, тибетец, написал: «Один из рассказов писательницы посвящён женщине, положение которой расходится с традиционными представлениями общества о месте мужчины. Это исторический персонаж — Тимало, которая вызывает споры. В древних документах, имеющих отношение к истории Тибета, не указывается, что она была царицей, но Келъян неоднократно называет её „первая царица Тимало“, что является довольно смелым утверждением. Пока нельзя сказать, была ли Тимало царицей, нужно проводить тщательные исследования древней истории Тибета. Это нужно сделать ещё и потому, что многие правители стремились вторгнуться в историю, пересмотреть её события, вплоть до их фальсификации».

### Брак с Мансоном Манценом и рождение наследника
Мансон Манцэн (тиб. མང་སྲོང་མང་བཙན, вайли Khri-mang-slon-rtsan, кит. 芒松芒赞 пиньин: mángsōngmángzàn, палладий: Мансун Манцзань)(650—675 гг.) в возрасте 13 лет унаследовал престол после смерти деда Сонгцэна Гампо. В «Новой книге Тан» сказано: «…Так как умер сын, то престол занял его внук, ввиду того, что он был малолетним и не мог вести дела, ему помогал управлять страной министр Юлзун».
За пятнадцать лет своего правления Мансон Манцэн по меньшей мере двадцать раз менял место жительства, что делал, во-первых, из соображений собственной безопасности, а во-вторых, чтобы как можно лучше управлять огромной территорией, доставшейся ему в наследство от деда. Можно сказать, что он всю свою жизнь провёл в бесконечных инспекторских проверках. Его известный министр также проводил множество проверок, по этой причине они редко видели друг друга. Разделение между ними необъятной территории Тибета только укрепляло влияние и повышало авторитет рода Гаров.
Мансон Манцэн женился на Джоса Тимало. В возрасте 27 лет цэнпо скончался. Тимало на седьмой день после смерти мужа родила ребёнка, которого назвала Дуйсон Манпочже (тиб. འདུས་སྲོང་མང་པོ་རྗེ་, вайли: Dus-srong Mang-po-rje/Du-srong Mang-po-rje, кит. 都松孟布吉/杜松芒波杰 пиньин: Dōusōngmèngbùjí/ Dùsōngmángbōjié палл. Доусунмэнбуцзи/Дусунманбоцзе так же известен под именем Триду Сонгцэн тиб. ཁྲི་འདུས་སྲོང་བཙན།，вайли: Khri 'dus-srong btsan, кит. 赤都松赞 пиньин Chìdōusōngzàn пал. Чидоусунцзань). На плечи Тимало легла ответственность за воспитание и образование сына и поддержание стабильности в стране до достижения Дуйсоном Манпочже 14-летия, когда он взошёл на трон.

### Роль Тимало в подавлении влияния рода Гаров в период правления Дуйсона Манпочже
Министр Юлзун умер на несколько лет раньше цэнпо Мансона Манцэна, оставив пять сыновей. Братья Гары Тринринги раздели его земли и власть, контролировали Тогон и въезд через Амдо, сосредоточил многочисленную армию на танско-тибетской границе, подавил два мятежа аристократов, в 677 и 678 гг., а также самовольно назначал чиновников, даровал земли, использовал войска для борьбы с личными врагами. Эта практика сильно ослабила влияние царского рода Пугьял, но у Тимало не было союзников, а её сын Дуйсон Манпочже был ещё очень мал и не мог противостоять могуществу рода Гаров.
В 698 году через 31 год после смерти Гара Тонгцэна Юлзуна Тимало втайне решила расправиться с братьями Гарами Тринрингами. На территории современных провинций Ганьсу и Цинхай, цэнпо вместе с Тимало казнили более 2 тыс. чиновников, пользующихся доверием братьев Гаров Тринрингов, и послали за самими братьями, приказав им вернуться в Лхасу. Тринринги, узнав о произошедшем, после неудачной попытки поднять мятеж покончили жизнь самоубийством. Младший из братьев Тринрингов, Гар Ценба/ Гар Тринтсан Цангтонг (тиб. མགར་འབྲིང་རྩན་རྩང་སྟོང། /མགར་ཁྲིང་འབྲིང་བཙན་བྲོད་ Вайли: mgar 'bring rtsan rtsang stong/ mgar khri vbring btsan brod, кит. 噶尔·没陵赞藏顿/ 论赞婆 пал. Лун Цзанпо), и его племянник Мангподже (кит. Манбу Чжибу) вместе с подчинёнными офицерами и солдатами обратились за покровительством к династии Тан. Императрица Тан У Цзэтянь отправила личную охрану на границу, приняла Цзанпо в качестве государственного полководца, пожаловала ему титул «цзюнвана» (князя); Мангподже получил должность главнокомандующего её личной охраны (генерал гвардейцев) и титул «аньгогун» (третий из девяти почётных титулов).
В «Старой книге Тан. Истории об императрицах», первый свиток, страница 128 говорится следующее: «На второй год по шенскому календарю (примеч. годы правления императрицы Тан У Цзетянь), в четвёртом месяце лета прибыл перебежчик, главный министр Тибета Лун Цзанбо». В «Старой книге Тан. Истории Тибета» в 16 томе на 5219 странице записано: "Войска и кони (находились) под командованием братьев Тринлингов из Тибета, проживавших отдельно на севере, Цзанбо находился на восточной границе с Китаем. Пограничные столкновения происходили часто на протяжении более тридцати с лишним лет. Малочисленные народы, населявшие приграничные районы, побаивалось одарённых военных полководцев братьев (Тринлингов). На второй год по шенскому календарю уже повзрослевший ценпо решил расправиться с главным министром. Когда Тринлинги отсутствовали, цэнпо солгал, что собирается на охоту, приказал солдатам арестовать и убить более 2000 человек родственников и приближённых Тринлингов; отправил гонца за Тринлингами, Цзанбо (Гаром Ценба) и др. Тринлинги не подчинились приказу и подняли войска (против цэнпо). Цэнпо сам командовал операцией по подавлению, Трилинги не приняв боя сбежали и покончили жизнь самоубийством. Более ста человек из числа доверенных лиц последовали их примеру, покончили с собой. Цзанбо вместе со своим племянником Мангподже и войском численностью более тысячи сдался, принял руководство конными войсками личной охраны императорского дома (стал главнокомандующим), ему был пожалованы титулы «цзянвана» (князя), «тэцзинь» (главного наместника в Аньси) ".
Вот как данный период описывает в рассказе «Царица Тимало» тибетская писательница Келъян «Дуйсон Манпочже не мог смириться с положением марионетки, которой управляет род Гаров, и изыскивал возможности, чтобы положить этому конец. Его намерения получили материнскую поддержку, но Тимало считала, что сейчас не самое лучшее время и что необходимо ещё немного подождать. Она не собиралась подвергать опасности своего единственного сына. Вскоре армия Гара Цан’не Думпу потерпела поражение на Кукуноре, очень много людей было убито и ранено, могуществу рода Гаров пришёл конец. А в это время Дуйсон Манпочже, при помощи и под руководством матери, при поддержке преданных царской семье аристократов, предпринял необходимые шаги, чтобы лишить клан Гаров военной власти, и отправил его войска на менее значимые объекты. Это было хорошей подготовкой для нанесения сокрушительного удара Гарам.
В 695 г. наконец-то наступил тот момент, которого Дуйсон Манпочже и Тимало так упорно дожидались. Дядя министра Гара Цан’не Думпу организовал покушение на Дуйсон Манпочже, но заговор провалился, и Гар был схвачен. На самом деле эта история не имела никакого отношения к роду Гаров, но Дуйсон Манпочже объявил род Гаров изменниками и решил на этот раз разгромить врага. Дуйсон Манпочже без промедления отдал приказ отправить на феодальные владения рода Гаров войска, более 2000 членов рода — стар и млад — были убиты; а также был отозван Гар Цан’не Думпу, охраняющий Цинхай. В 698 г. Гар Цан’не Думпу предпринял попытку оказать вооружённое сопротивление при поддержке простого народа, а после неудачи покончил жизнь самоубийством. Таким образом завершилось господство клана Гаров, длившееся последние полвека».
«Покончив с родом Гаров, Дуйсон Манпочже не прекратил военные походы, напротив, последние успехи вселили в него большую уверенность. Он повсеместно вёл войны, вкладывая огромные средства в вооруженную экспансию. Он погиб в бою под Наньчжао (часть современного Наньвэйси). Такая смерть для воина, всю свою жизнь проведшего на поле брани, нужно сказать, славная и благородная. Он не достиг всего того, чего ему хотелось, но удостоился уважения и признания подданных». После 700 года цэнпо повёл войска в дальний поход в Хэчжоу (на территорию современного города Линься в провинции Ганьсу) и Наньчжао (Южное Чжао) на территорию современного Дали-Байского автономного округа в провинции Юньнань КНР. Через четыре года цэнпо скончался в Наньчжао.

### Правление Тимало после смерти сына, сохранение влияния правящего рода Пугьял
Тидэ Цугтэн (тиб. ཁྲི་ལྡེ་གཙུག་བརྟན་,, вайли: Khri-lde gtsug-brtan, кит. 赤德祖赞 пиньин Chìdézǔzàn пал. Чидэцзуцзань так же известен под именем Меагцом Седовласый тиб. མེས་ཨག་ཚོམ་, вайли: Mes Ag-tshom, кит. 梅阿迥/ 梅阿松/梅阿聪 пиньин Méi’ājiǒng/ Méi’āsōng/ Méi’ācōng пал. Мэй’ацюн/ Мэй’асун/ Мэй’ацун), официальные годы правления 704—754), вошедший в историю Тибета под прозвищем Меагцом — Седовласый, был любимцем вдовствующей государыни, его бабушки Тимало. Именно бабушка организовала его приход к власти. С самого детства Меагцом был свидетелем ожесточенной борьбы за власть, которая то тайно, то явно велась при дворе цэнпо.
Дуйсон Манпочже оставил двоих наследников: старшего сына Лха Балпо, 9 лет, и младшего сына Тидэ Цугтэна; их контролировали две враждебные группировки, которые после смерти Дуйсона Манпочже попытались захватить царский трон. Те, кто стоял за спиной старшего принца Лха Балпо, наследовавшего престол, немного превосходили по численности своих соперников. Но те, кто стоял за спиной Тидэ Цугтэна, не хотели мириться с поражением, они считали, что только умный Тидэ Цугтэн может быть наследником престола. С целью устранения влияния на малолетних детей Тимало приказала схватить и приговорить к смерти главарей обоих банд и заставила уже вступившего на престол Лха Балпо отказаться от трона, передав власть в её руки. Получив законный статус высшей правительницы Тибета, Тимало заставила сановников окончательно признать занимаемое ею положение. Теперь цэнмо могла отдавать приказы и распоряжения и с помощью вооруженной силы подавлять сопротивление соперников и властно управлять царским двором.
Как сказано в «Дуньхуанских летописях истории Тибета» (древнетибетских анналах) после смерти Дуйсона Манпочже вся военная и политическая власть сосредоточилась в руках Тимало. В то время ситуация во внутренних районах Тибета была нестабильной, Тимало удалось предотвратить распад страны. В 705 году она отправила годовалого Тидэ Цугтэна в Непал, а сама вышла на политическую арену, сосредоточив в своих руках внешнюю и внутреннюю политическую власть в Тибете, фактически став царицей. Тимало назначила Трисиг Шангьнена/Шан Трисига(тиб. དབའས་ ཁྲི་ གཟིགས་ ཞང་ ཉེན/ ཞང་ཁྲི་གཟིགས, вайли: dbavs khri gzigs zhang nyen/zhang khri gzigs, кит. 韦·乞力徐尚年/ 尚乞力徐) главным министром, советником по политическим вопросам. Царица отправила послов в Чанъань с целью заключить «хэцинь» (брак для прекращения войны на границе с танским царством). Второй раз Тимало отправила сватов для заключения брака с принцессой Цзинь-чен. Далее царица продолжила курс на расширение границ царства, начатое ещё цэнпо Мансоном Манцэном. В «Дуньхуанских летописях истории Тибета» (древнетибетских анналах) на 166 странице говорится: «Цэнпо дал приказ отправиться в Наньчжао (Южное Чжао (629 −1382 гг., династия и государство на территории нынешней пров. Юньнань), что позволило собирать дань с байманей (белые мани, одна из ветвей народности цуань-мань, на юге Китая) и вернуть уманей (народности в юго-западных провинциях Китая) под власть Тибета… подобная внутренняя политика позволила жить в мире и спокойствии». Хотя это и относится к периоду правления Тидэ Цугтэна, но в то время главенствующую роль в управлении страной играла его бабушка Тимало, а не цэнпо. Далее была проведена перепись населения, что позволило увеличить доход царства за счёт упорядочения сбора налогов; произведён призыв солдат и офицерского состава, укрепивший армию; в итоге усилилась мощь страны.
Тимало не пришлось увидеть свадьбу своего внука Тидэ Цугтэна и принцессы Цзинь-чэн, так как царица умерла в тот год, когда Тидэ Цугтэн взошёл на престол.